# Phyllosticta richardiae
Phyllosticta richardiae är en svampart som beskrevs av F.T. Brooks 1932. Phyllosticta richardiae ingår i släktet Phyllosticta och familjen Botryosphaeriaceae.   Inga underarter finns listade i Catalogue of Life.